# Мазаринетки
Мазаринетки (на френски: Mazarinettes) през 17 век се отнася до седемте племеннички на кардинал Джулио Мазарини, министър-председател на Франция по времето на младостта на крал Луи XIV. Мазарини ги вика от Рим в Париж, заедно с трима свои племенници, през 1647 и 1653 г. По-късно им урежда изгодни бракове с могъщи и влиятелни френски и италиански принцове. За да преодолее аристократичната съпротива срещу брака, кардиналът щедро дава огромни зестри на годениците.
Момичетата са дъщери на сестрите на кардинала, Лаура Маргарита и Джиролама. Те са:
- Лаура Мартиноци (1635–1687), от 1658 г. херцогиня на Модена и Реджо като съпруга на Алфонсо IV д'Есте
- Лаура Манчини (1636–1657), от 1651 г.  херцогиня на Вандом и на Меркьор като съпруга на Луи дьо Бурбон-Вандом
- Анна Мария Мартиноци (1637–1672), от 1654 г. принцеса на Конти като съпруга на Арман дьо Бурбон-Конти
- Олимпия Манчини (1638–1708),от 1657 г. графиня на Соасон като съпруга на Евгений Маврикий Савойски-Каринян
- Мария Манчини (1639–1715), от 1661 г. принцеса на Палиано и херцогиня на Талякоцо като съпруга на Лоренцо Онофрио Колона
- Хортензия Манчини (1646–1699), от 1661 г. херцогиня на Ла Мейоре, херцогиня на Майен, херцогиня Мазарини, графиня на Розоа като съпруга на Арман-Шарл дьо Ла Порт де Ла Мейоре
- Мария Анна Манчини (1649–1717), от 1662 г. херцогиня на Буйон като съпруга на Годфроа Морис дьо ла Тур д'Оверн

- Портрети
- Лаура Мартиноци
- Лаура Манчини
- Анна Мария Мартиноци
- Мария Манчини
- Олимпия Манчини
- Хортензия Манчини
- Мария Анна Манчини

Пристигайки във Франция по различно време, момичетата са на възраст между седем и тринадесет години. Техният чичо, кардинал Мазарини, поисква присъствието им във френския двор по различни причини. Първо, той е уморен да бъде заобиколен от френски придворни и благородници, на които не може да се довери. Иска да може да се довери на членовете на семейството си. Второ, той иска да използва племенничките си, за да затвърди своето наследство във френското общество и история. Тъй като е духовник, той няма законни деца, с които да направи това.
При пристигането им в Париж Анна Австрийска, майката на младия крал Луи XIV, взима децата под своята закрила. Той дава съгласие по-малките да бъдат обучавани заедно с краля и по-малкия му брат Филип в Пале Роял. С това благосклонно отношение кралицата-майка поставя момичетата наравно с принцесите по кръвта.
В Париж Мазаринетките предизвикат голямо любопитство с добрия си външен вид. Като протежета на чичо си животът им е повлиян от променливото състояние на кардинала. По време на Фрондата те на два пъти са принудени да напуснат Париж и да отидат в изгнание. След потушаването на бунта обаче кардинал Мазарини им осигурява безгрижен просперитет, като им намира подходящи съпрузи и пищни сватбени подаръци.